# Museo centrale del Risorgimento al Vittoriano
Il Museo centrale del Risorgimento al Vittoriano di Roma è uno spazio espositivo realizzato nel 1935 e aperto al pubblico nel 1970. È dedicato all'epoca risorgimentale. Ha sede negli spazi monumentali al di sotto del portico e dei due propilei. L'ingresso è posto sulla sinistra del Vittoriano, attraverso una scalinata posta su Via San Pietro in Carcere. Fa parte del complesso anche l'Ala Fori Imperiali (precedentemente Ala Brasini), un edificio situato a sinistra del Vittoriano, sul retro della basilica dell'Ara Coeli. È amministrato dall'Istituto per la storia del Risorgimento italiano.
Il Museo Centrale del Risorgimento al Vittoriano illustra un periodo di storia italiana compreso tra la fine del XVIII secolo e la prima guerra mondiale, che viene descritto attraverso l'esposizione di cimeli, dipinti, sculture, documenti (lettere, diari e manoscritti), disegni, incisioni, armi e stampe. All'interno del museo è anche presente il Sacrario delle Bandiere.

## Storia

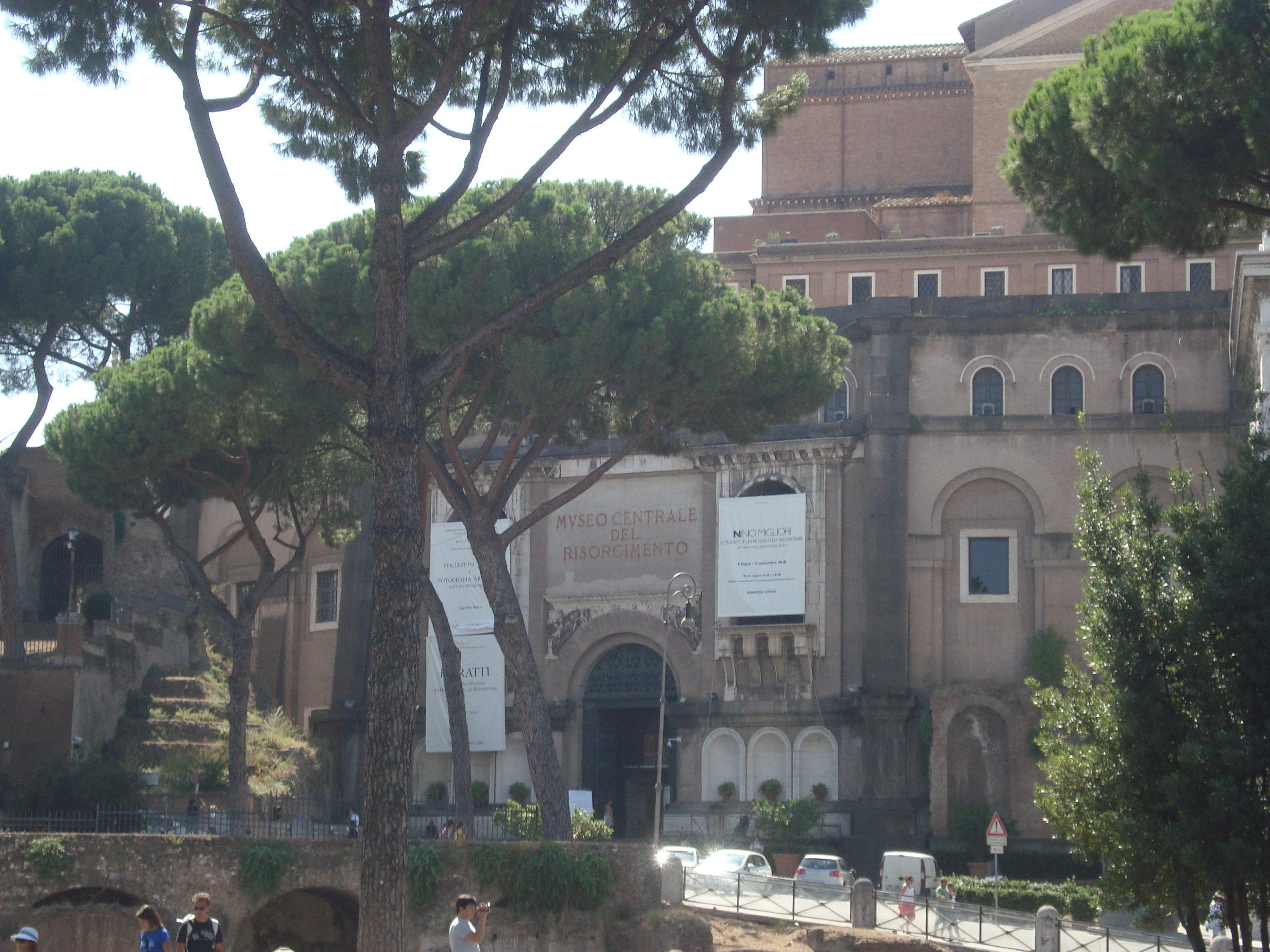
Scorcio del Museo centrale del Risorgimento da via di San Pietro in Carcere

La prima intenzione di fondare un museo del Risorgimento a Roma si ebbe nel 1906 in concomitanza con l'istituzione della Società nazionale del Risorgimento. Quest'ultima, a partire dal 1908, iniziò a pubblicare un periodico a tiratura nazionale dal titolo Il Risorgimento. Nel 1935, durante l'epoca fascista, l'Istituto per la storia del Risorgimento italiano prese il posto della disciolta Società nazionale del Risorgimento. Contestualmente fu realizzato il Museo centrale del Risorgimento al Vittoriano, che venne completato nel 1935.
Nonostante il proposito di aprire il Museo centrale del Risorgimento al Vittoriano restò vivo per decenni, lo spazio espositivo fu inaugurato e aperto al pubblico solo il 2 ottobre 1970 in occasione della commemorazione del centenario del plebiscito che decretò l'annessione del Lazio al Regno d'Italia. Il museo fu chiuso già nel 1979 per inagibilità a causa di un allagamento dovuto alla rottura di un tubo.
Fu riaperto, dopo quasi due decenni di lavori, grazie all'interesse e all'impegno dell'Istituto per la storia del Risorgimento italiano - l'istituto da cui dipende il museo - il cui presidente è stato lo storico Giuseppe Talamo. La riapertura, che fu graduale, venne completata nel 1997 ad opera del direttore Alberto Maria Arpino.

## Le esposizioni

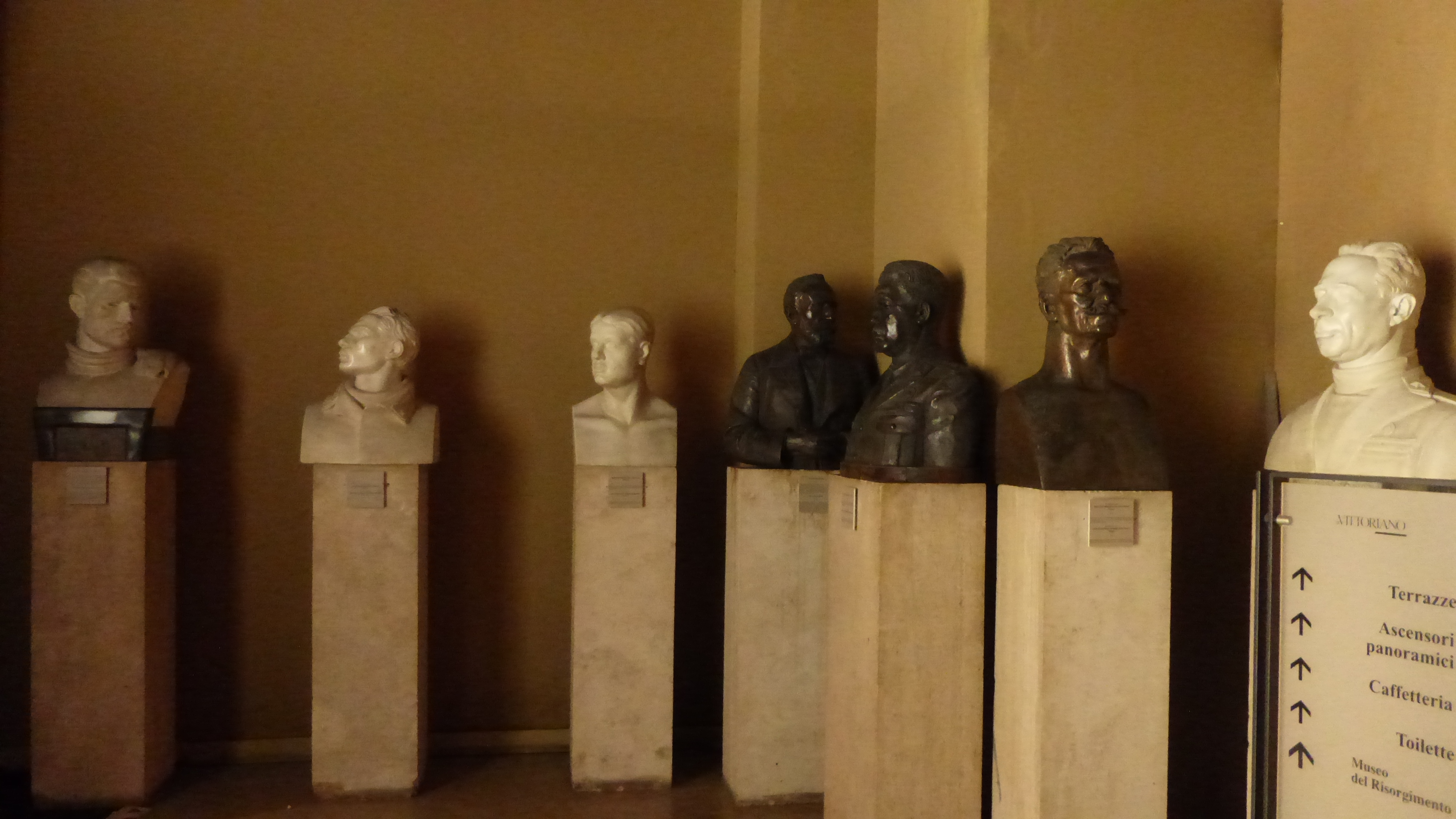
Busti marmorei conservati all'interno del museo

Sulla scalinata d'ingresso sono esposte delle incisioni che illustrano alcuni episodi significativi che hanno contribuito alla nascita del Risorgimento, dal seme gettato dalla Rivoluzione francese alle imprese napoleoniche; L'ambiente museale è composto da due grandi sale, al di sotto dei propilei, e da una lunga galleria di collegamento al di sotto del portico.  Al museo è possibile accedere anche attraverso una porta che si apre sulla sinistra del Piazzale del Bollettino. Si entra dalla prima sala, posta sulla sinistra del monumento, si percorre la galleria e si visita la seconda sala, e infine si esce dalla scalinata posta al di sotto del propileo destro del Vittoriano, fino a giungere all'Atrio della Libertà. Uscendo dal museo, sul pianerottolo, scendendo verso l'Atrio della Libertà, sulla sinistra troviamo l'accesso alla Sala Zanardelli, spazio espositivo su due livelli che sarà ribattezzato Gallerie della Costituzione. Scendendo lungo le scalinate interne dall'Atrio della Libertà si giunge alle Gallerie Sacconi, oggi ribattezzate Gallerie dell'Unità.
il percorso vuole ricordare le tappe principali della storia nazionale compresa tra la riforma degli stati antecedenti al Risorgimento alla fine della prima guerra mondiale. Lungo le pareti del museo vi sono alcune incisioni marmoree che riportano alcuni brani di testi enunciati da personalità di spicco, che meglio testimoniano e descrivono questa parte di storia d'Italia.
La prima sezione contiene reperti legati alle figure principali del Risorgimento italiano: Camillo Benso, conte di Cavour, Giuseppe Mazzini e Giuseppe Garibaldi. Questa area tematica è affiancata da sezioni parallele che illustrano cronologicamente le varie fasi risorgimentali: dall'epoca napoleonica (1796-1814) alla Restaurazione (1814), dai moti del 1848 alla Repubblica Romana del 1849, dalla spedizione dei Mille (1860) alla presa di Roma (1870).
Nello specifico le quattordici sezioni sono "Il periodo napoleonico", "Il congresso di Vienna", "I moti rivoluzionari del 1820-1821 e le rivolte del 1830-1831", "Giuseppe Mazzini e la Giovine Italia", "Pio IX", "Il 1848: le Cinque Giornate di Milano; la Repubblica di San Marco; la prima guerra d'indipendenza", "Il 1849 e la Repubblica Romana", "Cavour e la guerra di Crimea", "Vittorio Emanuele II e la seconda guerra d'indipendenza", "Garibaldi e l'impresa dei Mille", "Dall'Unità all'Aspromonte", "La terza guerra d'indipendenza", "1870: la presa di Porta Pia" e "La prima guerra mondiale".

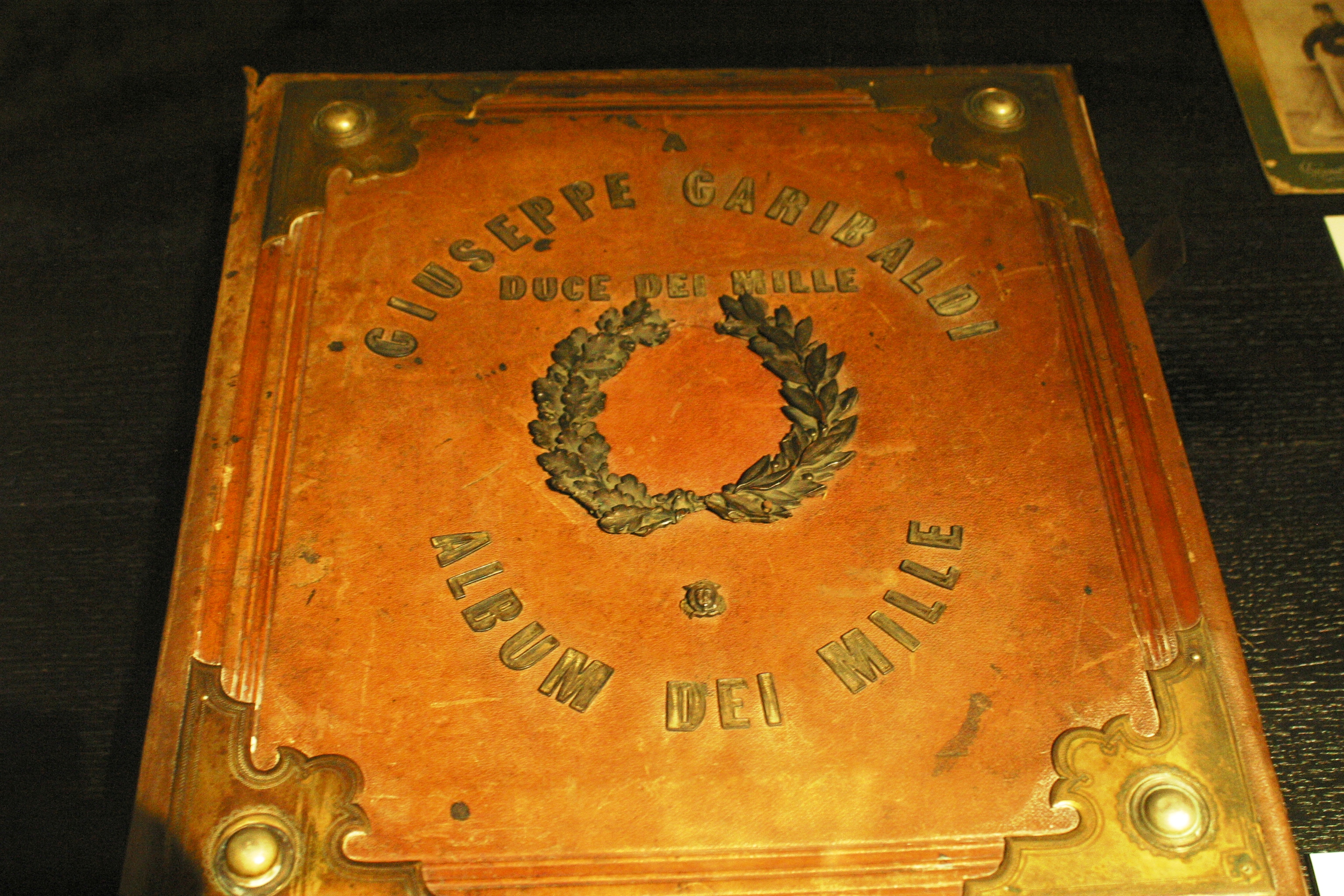
LAlbum dei Mille, che è conservato all'interno del museo

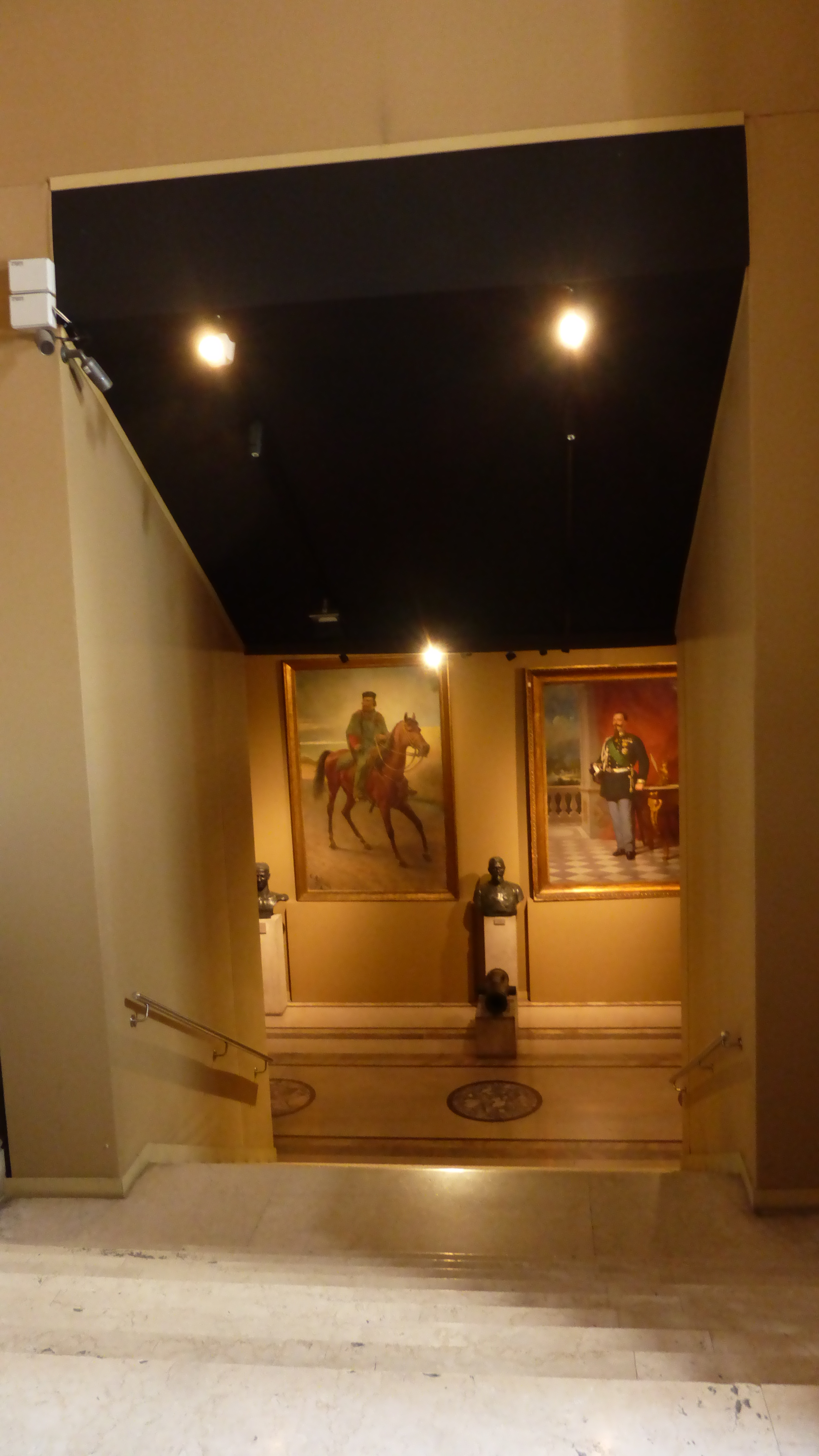
La scalinata d'accesso al Museo vista dalla biglietteria.

Un altro percorso parallelo mostra invece i "temi storici": la Guardia civica, il brigantaggio, la satira politica, le tecniche di raffigurazione storica del XIX secolo (dai disegni alla fotografia), i cimeli-reliquie, la bandiera italiana, le monete, le medaglie e le armi originali utilizzate dai protagonisti del Risorgimento.
Tra i cimeli particolarmente importanti si ricordano il MAS con il quale Luigi Rizzo compì l'impresa che gli valse la medaglia d'oro: da Ancona raggiunse Premuda e riuscì ad affondare la corazzata austriaca Santo Stefano nel 1918. All'interno del museo sono anche conservati l'affusto del cannone utilizzato nel 1921 per trasportare il feretro del Milite Ignoto e alcuni cimeli appartenenti a Silvio Pellico e Piero Maroncelli nonché ai Fratelli Bandiera, mentre di Giuseppe Garibaldi sono esposti un copricapo, i pantaloni indossati nello sbarco di Marsala e lo stivale bucato dalla celebre pallottola nella giornata dell'Aspromonte.
Sono anche esposti un esemplare originale del proclama di Moncalieri e una delle bandiere tricolori originali appartenente al piroscafo Lombardo, che partecipò, insieme al Piemonte, alla spedizione dei Mille è che è il più antico tricolore conservato all'interno del museo, dato che risale al 1860. Da segnalare anche la collezione formata da 3.383 soldatini in miniatura completi di armi che rappresentano un raggruppamento di militari partecipante alla terza guerra d'indipendenza (1866).
All'interno del museo si possono trovare, esposte nel cosiddetto "Sacrario delle Bandiere", circa settecento vessilli storici appartenenti ai reparti dell'Esercito Italiano, della Marina Militare Italiana e dell'Aeronautica Militare Italiana, nonché la bandiera tricolore con cui fu avvolta nel 1921 la bara del Milite Ignoto durante il suo viaggio verso l'Altare della Patria. 
Sulle pareti vi sono alcune tele inerenti alle imprese che hanno meritato la medaglia d'oro al valor militare, alcuni disegni realizzati da Anselmo Bucci, Aldo Carpi, ed Italico Brass al fronte di guerra e diversi reperti risalenti alla prima guerra mondiale. La mostra termina con alcune installazioni videografiche dell'Istituto Luce che permette la visione di filmati originali inerenti agli argomenti trattati nel museo, nonché di spezzoni di pellicole cinematografiche. Sono anche presenti installazioni che permettono l'ascolto di brani musicali a sfondo patriottico scelti dall'Istituto centrale per i beni sonori ed audiovisivi e risalenti al XIX e al XX secolo.
Il museo ospita un archivio storico, fondato nel 1935, che conserva una raccolta di circa 35.000 tra stampe e fotografie, un milione di documenti e manoscritti, oltre ad una biblioteca specializzata.